# Louis-Albert Burkhalter
Pour les articles homonymes, voir Burkhalter.
Louis-Albert Burkhalter, né le 25 décembre 1915 et mort le 13 mars 2004, est un écrivain et musicien vaudois.

## Biographie
Originaire de Sumiswald dans le canton de Berne, Albert Burkhalter est habité par deux passions : la musique et la littérature. Après des études au Conservatoire de Bâle et à l'Institut Ribeaupierre à Lausanne, il devient professeur de piano, puis directeur du Conservatoire de Vevey de 1971 à 1993.
Outre ses écrits scientifiques sur la musique (deux biographies : Johannes Brahms : le vagabond et Beethoven sans légende, une histoire de la musique en 12 volumes) et des études sur la peinture, Albert Burkhalter écrit de la poésie : Le cœur bat plus vite (1949), Soleil secret (1969), de la prose, Une drôle de fille, roman (1978), et des nouvelles : Artistes et autres menteurs (1976), qu'il publie sous le nom de Romain Goldron aux Cahiers de la Renaissance vaudoise.
Membre de la Société suisse de pédagogie, Albert Burkhalter reçoit le prix Meylan en 1977.

## Sources
- « Louis-Albert Burkhalter », sur la base de données des personnalités vaudoises sur la plateforme « Patrinum » de la Bibliothèque cantonale et universitaire de Lausanne.
- Anne-Lise Delacrétaz, Daniel Maggetti, Écrivaines et écrivains d'aujourd'hui, 2002, p. 139